# Speonomus gaudini
Speonomus gaudini es una especie de escarabajo del género Speonomus, familia Leiodidae. Fue descrita por René Gabriel Jeannel en 1930. Se encuentra en Francia.

## Subespecies
Se reconocen las siguientes:
- S. g. arivensis
- S. g. fouresi
- S. g. gaudini